# Rzeczenica
Rzeczenica (Duits: Stegers) is een dorp in het Poolse woiwodschap Pommeren, in het district Człuchowski. De plaats maakt deel uit van de gemeente Rzeczenica en telt 1600 inwoners.